# Macrocondyla consobrina
Macrocondyla consobrina är en tvåvingeart som först beskrevs av Philippi 1865.  Macrocondyla consobrina ingår i släktet Macrocondyla och familjen svävflugor. Inga underarter finns listade i Catalogue of Life.